# Yolgeçen, Çaycuma
Yolgeçen là một xã thuộc huyện Çaycuma, tỉnh Zonguldak, Thổ Nhĩ Kỳ. Dân số thời điểm năm 2011 là 861 người.